# Otto Bock (Büchsenmacher)
Otto Bock (* 1856; † 18. Mai 1926) war ein preußischer Büchsenmacher und Tierpräparator im wilhelminischen Berlin.

## Leben
Otto Bock hatte von 1883 bis 1926 seine Firma in Berlin W. 8, zunächst in der Kronenstr. 9 und später in der Kronenstraße 7. Er war königlich preußischer Hoflieferant des Kaisers und Königs der Hohenzollern und des Kronprinzen. Im Jahr 1901 stellte er für den Schah von Persien ein Prunkgewehr her. Von den 1890ern bis in die 1920er-Jahre war das Geschäft von Bock eine „arrivierte Adresse“ für Jäger und Expeditionsreisende.
Im Jahr 1905 entwickelte er auf Anregung der deutschen Kolonialverwaltung aus der militärischen Ordonnanzpatrone 8 × 57 mm IS die kaliberstärkere jagdliche Gewehrpatrone 9,3 × 62 mm für die kolonialen Siedler im damaligen Deutsch-Südwestafrika, dem heutigen Namibia. Die Patrone sollte aus günstigen Büchsen, also normalen Systemen des Karabiners 98k zu verschießen sein und trotzdem für die Jagd auf Savannenwild und die Selbstverteidigung gegen gefährliches afrikanisches Großwild taugen. Die Patrone erfreut sich bis auf den heutigen Tag großer Beliebtheit bei Jägern auf starkes europäisches Hochwild wie Wildschweine, Rotwild und Elche.
Er war auch als Taxidermist bekannt und besaß eine große Sammlung an Eiern vieler Greifvogelarten.